# Troisième Conférence des Nations unies sur l'océan
Pour les articles homonymes, voir Conférence des Nations unies sur l'océan (homonymie).
La troisième Conférence des Nations unies sur l'océan, également désignée par son acronyme UNOC 3, est une conférence internationale qui se tient au centre des congrès Nicea à Nice, en France, du 9 au 13 juin 2025. Il s'agit de la troisième édition de la Conférence des Nations unies sur l'océan. Cette édition est organisée conjointement par la France et le Costa Rica.

## Enjeux
L'UNOC 3 réunit des dirigeants du monde entier autour de l'objectif de développement durable numéro 14 des Nations unies, destiné à la préservation de la vie aquatique. Elle vise à encadrer l'exploitation des mers et océans pour protéger les êtres vivants dans ces milieux. 
Durant l'été 2024, la mer Méditerranée a atteint la température record de 28,9 degrés Celsius, soit la valeur la plus forte relevée depuis que des mesures sont menées. En réaction, les gouvernements français et costaricains ont appelé à ce que « la Conférence UNOC 3 soit à la hauteur de l'état d’urgence dans lequel se trouve l'océan ». En plus du réchauffement de l'océan, la surpêche est un enjeu crucial. La pêche au chalut, toujours autorisée par l'Union européenne, est dénoncée par plusieurs organismes et comparée à un « bulldozer qui traverserait une forêt », détruisant les êtres vivants et leur habitat. Parmi les autres enjeux, l'érosion des côtes, le forage sous-marin et la pollution plastique seront discutés durant la conférence.

## Déroulement

### Organisation
Troisième édition de la Conférence des Nations unies sur l'océan après les première et deuxième organisées respectivement à New York en 2017 et Lisbonne en 2022, elle est organisée à Nice conjointement par la France et le Costa Rica,. L'événement se tient du 9 au 13 juin 2025 dans le nouveau centre des congrès Nicea construit sur le quai Amiral-Infernet dans le quartier du port, après la démolition de l'Acropolis.
La période de cinq jours est découpée entre des séances plénières réunissant les États membres de l'ONU et des séances accueillant des entreprises ou des scientifiques l'après-midi.

### Cérémonie d'accueil
Le 6 juin, Nice organise un spectacle dans le ciel nocturne de la ville avec plus de deux milliers de drones lumineux. Ce spectacle faisant office de cérémonie d'accueil aux dirigeants mondiaux rassemble près de 150 000 spectateurs. Le maire Christian Estrosi déclare avoir « illuminé notre Méditerranée par un moment unique, pour un évènement unique ».
Le 7 juin, en préambule à la Conférence, est interprété l’Hymne à l'Océan, œuvre pour grand chœur mixte et orchestre symphonique, commandée à Yann Robin par l'Opéra de Nice à l'occasion de l'Année de la mer,.

### 3 au8 juin 2025: évènements préalables
Bien que la conférence débute officiellement le 9 juin, trois congrès préliminaires ont lieu du 3 au 8 juin. Le premier est organisé par Ifremer et le CNRS ; appelé « One Ocean Science Congress », il se tient à Nice durant trois jours et a pour but de structurer l’International Panel on Ocean Sustainability, toujours en phase de création depuis plusieurs années, mais aussi de trouver des « indicateurs et des solutions innovantes pour la santé des océans ». Il rassemble des scientifiques afin de débattre des solutions qui seront par la suite présentées lors de l'UNOC, quelques jours plus tard.
Les deux autres sont le Blue Economy and Finance Forum (7-8 juin à Monaco) et le sommet Ocean Rise & Coastal Resilience (le 7 juin à Nice).

### 9 juin 2025

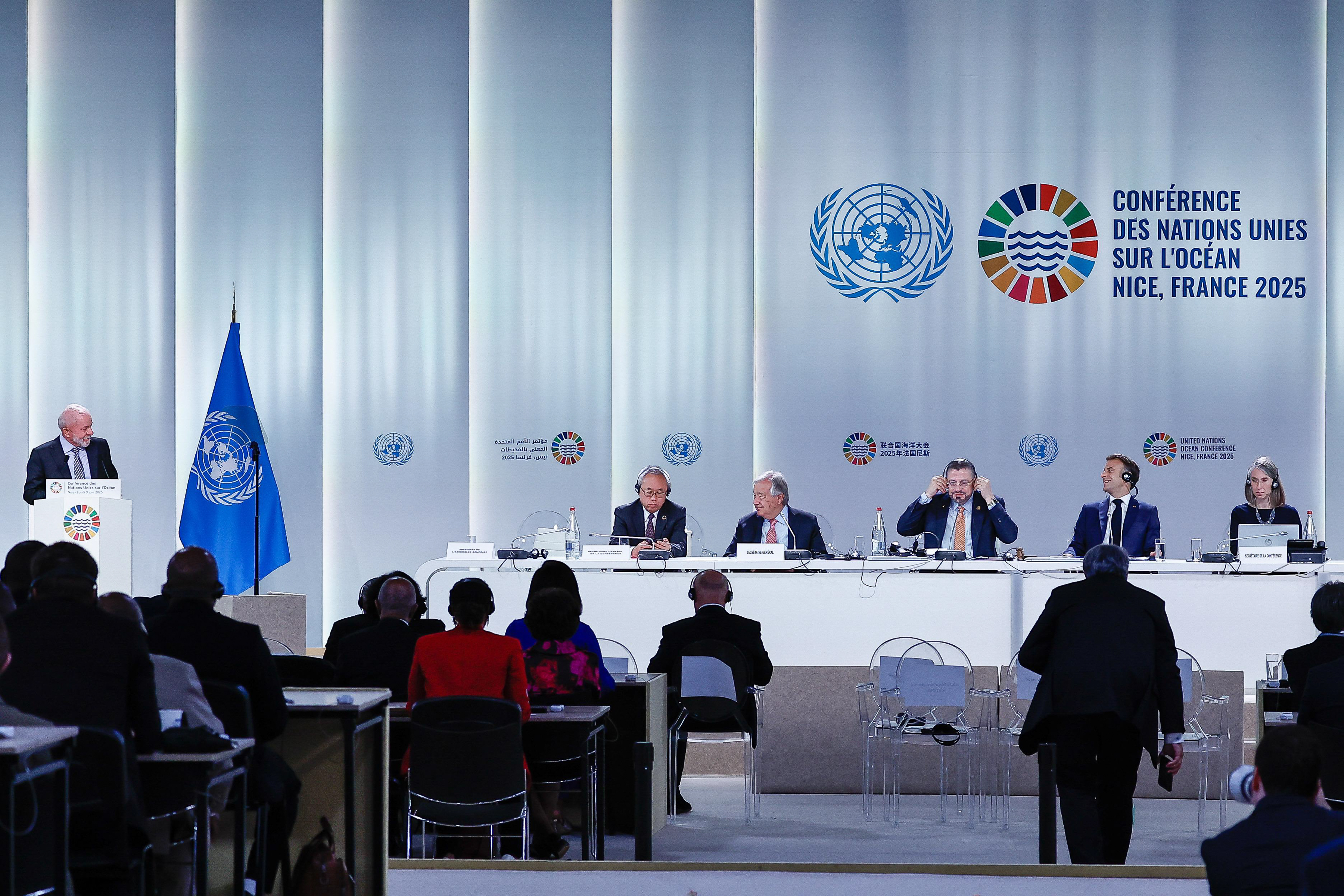
Session d'ouverture de la 3e Conférence des Nations unies sur l'océan le 9 juin 2025 avec les présidents français et brésilien.

La première prise de parole de la conférence est celle du président français Emmanuel Macron. Dans un discours aux chefs d'États, il appelle à la « mobilisation » et au multilatéralisme qui devraient permettre une meilleure protection des océans, affirmant que ni les « abysses », ni « l'Antarctique ou la haute mer » ne sont « à vendre ». Peu après, António Guterres, le secrétaire général des Nations unies, prend la parole pour souhaiter que les océans ne deviennent jamais un « Far West » et que le monde parvienne à « redresser la situation ».

### 10 juin 2025

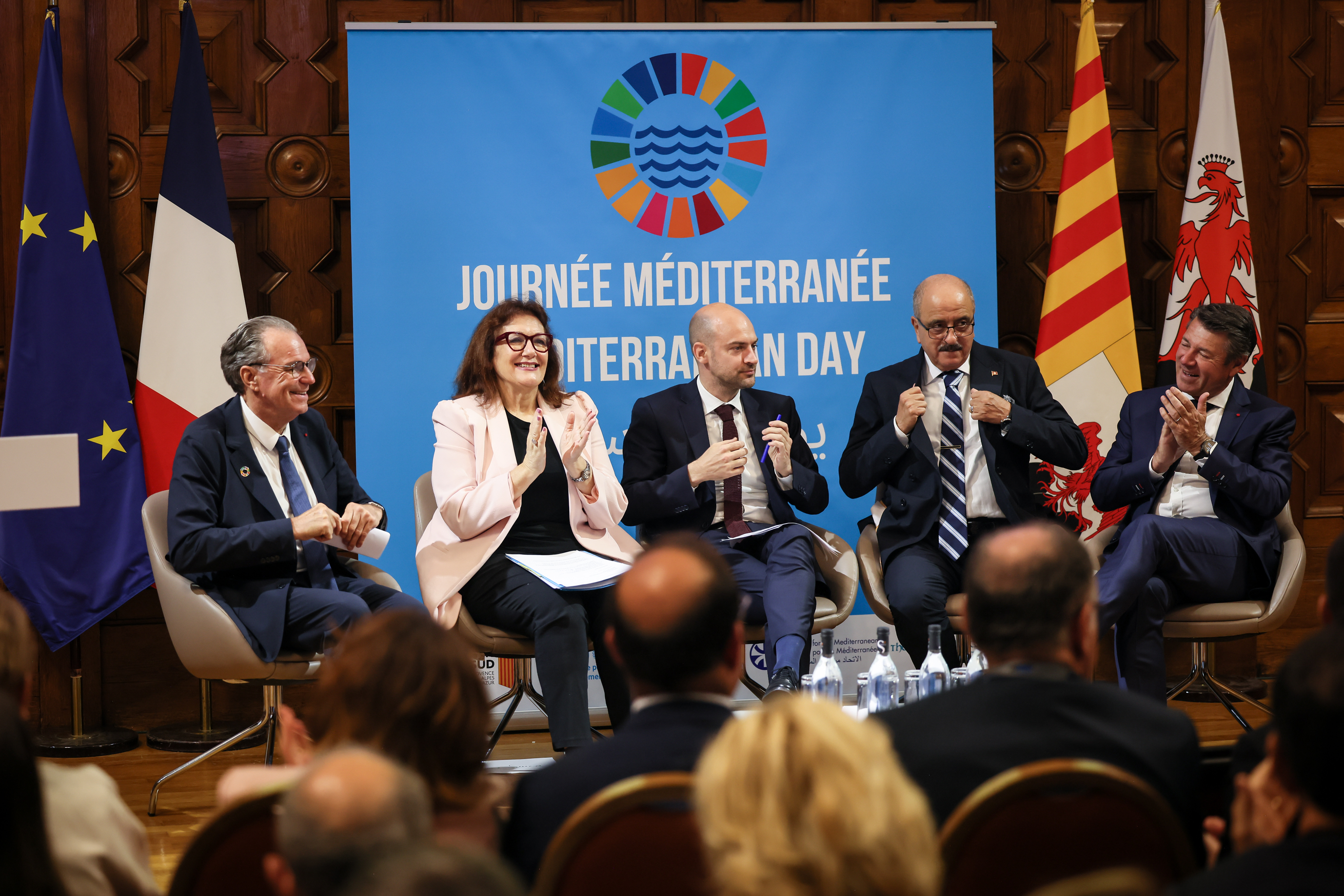
De gauche à droite :
Renaud Muselier, président de la région Provence-Alpes-Côte d'Azur, Dubravka Šuica, commissaire européen, Jean-Noël Barrot, ministre français des affaires étrangères, Mohamed Ali Nafti, ministre tunisien des affaires étrangères, Christian Estrosi, maire de Nice.

Le 10 juin, à l'initiative de la France, 96 pays incluant des producteurs de pétrole comme le Mexique, la Colombie, la Norvège ou le Gabon signent « l’appel de Nice pour un Traité ambitieux sur les plastiques ».

### 11 juin 2025
La présidente de la région française de La Réunion, située dans l'océan Indien, Huguette Bello, souligne l'importance d'intégrer les petits États insulaires au sein de la future gouvernance mondiale des océans.